# Aeroportul Ruoqiang Loulan
Aeroportul Ruoqiang Loulan (IATA: RQA, ICAO: ZWRQ) este un aeroport din Xinjiang, Republica Populară Chineză ce deservește zona Ruoqiang County⁠(d). Aeroportul a fost tranzitat în 2022 de 29.649 de pasageri. A fost deschis în 29 martie 2018.
Situat la o altitudine de 890 m, aeroportul dispune de o singură pistă.